# Овербек, Фриц
Август Фридрих (Фриц) Овербек (нем. August Friedrich Overbeck, Fritz Overbeck; 15 сентября 1869[…], Бремен — 7 июля 1909, 7 июня 1909 или 8 июня 1909, Бремен) — немецкий живописец-пейзажист, последователь импрессионистов, участник Ворпсведской колонии.

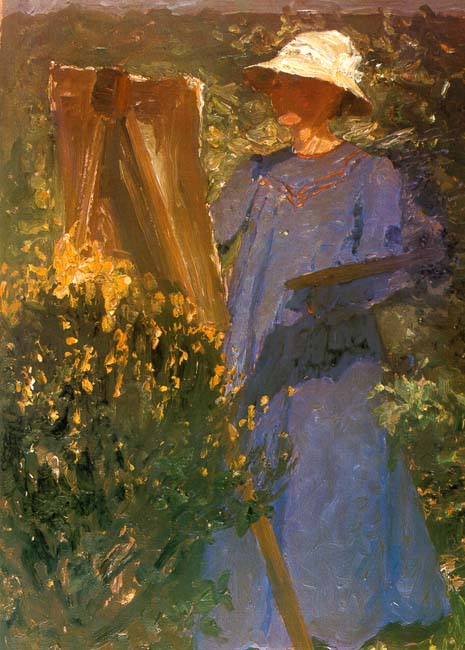
Художница перед мольбертом. 1905-06

После окончания школы Фриц Овербек учился в дюссельдорфской Академии художеств. Отто Модерзон уговорил его перебраться в Ворпсведскую колонию художников, где он сначала проживал на квартире, а потом построил себе дом. В его творчестве в этот период преобладают пейзажи местных болот.
В 1897 году Овербек женился на своей ученице Гермине Роте, их дочь Герда также стала художницей. В 1905 году Овербеки переехала в Бремен, где Фриц Овербек писал пейзажи пляжей и дюн островов Северного моря. В 1909 году он внезапно умер от инсульта. Он был похоронен в Waller Friedhof в Бремене. 
В России полотна Фрица Овербека хранятся в ГМИИ имени А. С. Пушкина в Москве и в Нижегородском художественном музее.